# Помазов, Вадим Геннадьевич
Вадим Геннадьевич Помазов (5 июля 1968, Ярославль, СССР) — советский и российский футболист.

## Карьера
Воспитанник СДЮСШОР «Ярославец». Начинал свою карьеру в костромском «Спартаке», затем перешёл в «Динамо-2».
В 1989 году Вадим Помазов попал в состав ярославского «Шинника». За него выступал в течение семи сезонов. В 1992 году принял участие в первом первенстве России в Высшей лиге. В ней провёл 29 игр и забил 6 мячей. По итогам турнира «Шинник» вылетел в Первый дивизион.
После ухода из команды в 1996 году, Помазов играл в «Самотлоре-XXI» и «Сибиряке». Заканчивал карьеру в любительской лиге.
Некоторое время выступал в мини-футболе за ярославскую команду «Подводник».